# Kathryn Gallagher
Kathryn Gallagher (New York, 23 luglio 1993) è un'attrice e cantante statunitense.

## Biografia
Figlia dell'attore Peter Gallagher e di Paula Harwood, Kathryn Gallagher è nata e cresciuta a New York prima di trasferirsi a Los Angeles con la famiglia all'età di undici anni. Qui, la Gallagher ha cominciato a studiare recitazione all'Adderley School, per poi perfezionarsi all'USC Thornton School of Music. Attiva anche come cantautrice, la sua canzone "Nothing Ever None" fa parte della colonna sonora del film Un giorno questo dolore ti sarà utile (2011), mentre il suo brano Damaged si annovera tra le canzoni del film Tentazioni (ir)resistibili (2012). Nel 2014 è uscito il suo album d'esordio, I'm Fine, mentre il secondo, American Spirit, è stato pubblicato l'anno successivo. Dopo aver inciso tre singoli tra il 2019 e il 2020, nel 2020 ha pubblicato altri due album, Demos, Vol. 1 e Demos, Vol. 2.
Come attrice è nota soprattutto per il suo ruolo di Annika Atwater nella serie TV You, in cui ha recitato in otto puntate durante il 2018. Attiva prevalentemente in campo teatrale, Kathryn Gallagher ha fatto il suo debutto a Broadway nel 2015 in un revival del musical Spring Awakening diretto da Michael Arden. Quattro anni più tardi è tornata a recitare a Broadway nel musical di Alanis Morrisette Jagged Little Pill e per la sua interpretazione del ruolo di Bella Fox è stata candidata al Tony Award alla migliore attrice non protagonista in un musical. Per l'incisione discografica del musical ha vinto il Grammy Award al miglior album di un musical teatrale.

## Filmografia

### Televisione
- You - serie TV, 8 episodi (2018)
- The Flash - serie TV, 1 episodio (2019)
- Indoor Boys - serie TV, 1 episodio (2019)
- Gossip Girl – serie TV, 5 episodi (2021-2023)

## Teatro
- Spring Awakening, colonna sonora di Duncan Sheik, libretto di Steven Sater, regia di Michael Arden. Inner City Arts di Los Angeles (2014), Brooks Atkinson Theatre di Broadway (2015)
- Dust Can't Kill Me, colonna sonora e libretto di Elliah Heifetz, regia di Srda Vasiljevic. New York Musical Theatre Festival dell'Off Broadway (2016)
- Jagged Little Pill, colonna sonora di Alanis Morissette, Guy Sigsworth e Glen Ballard, libretto di Diablo Cody, regia di Diane Paulus. American Repertory Theatre di Cambridge (2018), Broadhurst Theatre di Broadway (2019)

## Discografia

### Album in studio
- 2014 - I'm Fine
- 2015 - American Spirit
- 2020 - Demos, Vol. 1
- 2020 - Demos, Vol. 2

### Singoli
- 2012 - Mess of a Machine (con John O'Gallagher)
- 2019 - Bad News
- 2019 - Whistler
- 2020 - I'll Get the Coffee

### Cast recording
- 2020 - Jagged Little Pill

## Riconoscimenti
- Grammy Award
  - 2021 – Miglior album di un musical teatrale per Jagged Little Pill
- Tony Award
  - 2021  – Candidatura per la miglior attrice non protagonista in un musical per Jagged Little Pill

## Doppiatrici italiane
- Chiara Gioncardi in You
- Sara Torresan in The Flash